# Nobody's Sweetheart
Nobody's Sweetheart, ook bekend als Nobody's Sweetheart Now en You're Nobody's Sweetheart Now, is een populair nummer geschreven in 1924. De muziek is gecomponeerd door Billy Meyers en Elmer Schoebel, terwijl de teksten zijn geschreven door Gus Kahn en Ernie Erdman. Het nummer is een jazz- en popstandaard en werd voor het eerst geïntroduceerd door Ted Lewis in de Broadway-revue The Passing Show of 1923. Het werd gepubliceerd door Mills Music in New York en voor het eerst opgenomen op 22 februari 1924 door Isham Jones and zijn orkest. Het nummer heeft sindsdien verschillende populaire opnames gekend, waaronder die van Red Nichols, Paul Whiteman, Cab Calloway en The Mills Brothers.